# Cromidon varicalyx
Cromidon varicalyx är en flenörtsväxtart som beskrevs av O.M. Hilliard. Cromidon varicalyx ingår i släktet Cromidon och familjen flenörtsväxter. Inga underarter finns listade i Catalogue of Life.